# Alburnus leobergi
Espèce
Statut de conservation UICN

 LC  : Préoccupation mineure
Alburnus leobergi est un poisson d'eau douce de la famille des Cyprinidae.

## Répartition
Alburnus leobergi se rencontre en Russie et en Ukraine.

## Description
La taille maximale connue pour Alburnus leobergi est de 403 mm. Cette espèce d'eau douce vit également en eau saumâtre où elle peut supporter une salinité jusqu'à 12 ‰.

## Systématique
Le nom valide complet (avec auteur) de ce taxon est Alburnus leobergi Freyhof & Kottelat, 2007,.

## Publication originale
- Jörg Freyhof et Maurice Kottelat, « Review of the Alburnus mento species group with description of two new species (Teleostei: Cyprinidae) », Ichthyological Exploration of Freshwaters, Verlag Dr. Friedrich Pfeil (d), vol. 18, no 3,‎ septembre 2007, p. 213-225 (ISSN 0936-9902). (introduction).